# Terence Davis
Terence B. Davis II (Southaven, 16 maggio 1997) è un cestista statunitense.

## Statistiche

### NCAA
| Anno      | Squadra         | PG  | PT | MP   | TC%  | 3P%  | TL%  | RP  | AP  | PRP | SP  | PP   |
| --------- | --------------- | --- | -- | ---- | ---- | ---- | ---- | --- | --- | --- | --- | ---- |
| 2015-2016 | Ole Miss Rebels | 20  | 0  | 6,6  | 43,3 | 27,3 | 36,8 | 0,9 | 0,3 | 0,4 | 0,1 | 1,8  |
| 2016-2017 | Ole Miss Rebels | 36  | 26 | 25,3 | 48,2 | 33,3 | 72,3 | 5,3 | 1,8 | 1,4 | 0,5 | 14,9 |
| 2017-2018 | Ole Miss Rebels | 32  | 24 | 27,3 | 40,7 | 31,7 | 72,0 | 6,2 | 2,1 | 0,9 | 0,9 | 13,8 |
| 2018-2019 | Ole Miss Rebels | 33  | 32 | 31,0 | 44,4 | 37,1 | 77,2 | 5,8 | 3,5 | 1,6 | 0,6 | 15,2 |
| Carriera  | Carriera        | 121 | 82 | 24,3 | 44,5 | 33,9 | 71,7 | 4,9 | 2,1 | 1,2 | 0,6 | 12,5 |

#### Massimi in carriera
- Massimo di punti: 33 vs Louisiana State (14 febbraio 2017)[1]
- Massimo di rimbalzi: 13 vs Arkansas (13 febbraio 2018)
- Massimo di assist: 9 vs San Diego (28 novembre 2018)
- Massimo di palle rubate: 7 vs Texas A&M (6 febbraio 2019)
- Massimo di stoppate: 4 vs Nicholls State (20 novembre 2018)
- Massimo di minuti giocati: 43 vs Florida (30 gennaio 2019)

### NBA

#### Regular season
| Anno      | Squadra          | PG  | PT | MP   | TC%  | 3P%  | TL%  | RP  | AP  | PRP | SP  | PP   |
| --------- | ---------------- | --- | -- | ---- | ---- | ---- | ---- | --- | --- | --- | --- | ---- |
| 2019-2020 | Toronto Raptors  | 72  | 4  | 16,8 | 45,6 | 38,8 | 86,4 | 3,3 | 1,6 | 0,5 | 0,2 | 7,5  |
| 2020-2021 | Toronto Raptors  | 34  | 4  | 14,5 | 41,4 | 36,1 | 88,9 | 1,9 | 1,1 | 0,5 | 0,2 | 6,9  |
| 2020-2021 | Sacramento Kings | 27  | 0  | 21,5 | 43,9 | 37,2 | 78,4 | 3,3 | 1,7 | 1,0 | 0,3 | 11,1 |
| 2021-2022 | Sacramento Kings | 30  | 11 | 17,9 | 42,3 | 32,9 | 81,8 | 3,1 | 1,3 | 0,8 | 0,4 | 10,4 |
| 2022-2023 | Sacramento Kings | 64  | 5  | 13,1 | 42,3 | 36,6 | 79,1 | 2,2 | 1,0 | 0,7 | 0,2 | 6,7  |
| 2024-2025 | Sacramento Kings | 1   | 0  | 8,0  | 0,0  | 0,0  | -    | 1,0 | 1,0 | 0,0 | 0,0 | 0,0  |
| Carriera  | Carriera         | 228 | 24 | 16,1 | 43,3 | 36,6 | 82,6 | 2,7 | 1,3 | 0,7 | 0,2 | 8,0  |

#### Play-off
| Anno     | Squadra          | PG | PT | MP   | TC%  | 3P%  | TL% | RP  | AP  | PRP | SP  | PP  |
| -------- | ---------------- | -- | -- | ---- | ---- | ---- | --- | --- | --- | --- | --- | --- |
| 2020     | Toronto Raptors  | 6  | 0  | 14,0 | 48,3 | 42,1 | 100 | 2,2 | 1,2 | 0,2 | 0,0 | 7,2 |
| 2023     | Sacramento Kings | 4  | 0  | 14,5 | 40,0 | 35,3 | 100 | 2,3 | 1,5 | 0,3 | 0,0 | 6,0 |
| Carriera | Carriera         | 10 | 0  | 14,2 | 44,9 | 38,9 | 100 | 2,2 | 1,3 | 0,2 | 0,0 | 6,7 |

#### Massimi in carriera
- Massimo di punti: 35 vs Detroit Pistons (19 gennaio 2022)[2]
- Massimo di rimbalzi: 11 vs Charlotte Hornets (8 gennaio 2020)
- Massimo di assist: 7 (3 volte)
- Massimo di palle rubate: 4 vs Houston Rockets (16 gennaio 2022)
- Massimo di stoppate: 2 (7 volte)
- Massimo di minuti giocati: 38 vs Detroit Pistons (19 gennaio 2022)

### G League
| Anno      | Squadra        | PG | PT | MP   | TC%  | 3P%  | TL%  | RP  | AP  | PRP | SP  | PP   |
| --------- | -------------- | -- | -- | ---- | ---- | ---- | ---- | --- | --- | --- | --- | ---- |
| 2023-2024 | Rip City Remix | 7  | 3  | 24,0 | 40,6 | 31,0 | 75,0 | 4,3 | 3,4 | 1,3 | 0,1 | 15,3 |
| 2024-2025 | Wisconsin Herd | 38 | 28 | 25,7 | 45,6 | 41,5 | 82,6 | 4,7 | 3,1 | 0,9 | 0,2 | 14,2 |
| Carriera  | Carriera       | 45 | 31 | 25,4 | 44,8 | 39,6 | 80,0 | 4,6 | 3,2 | 1,0 | 0,2 | 14,3 |

## Palmarès
- NBA All-Rookie Second Team (2020)